# Luis Reyna
Luis Alberto Reyna Navarro (Huánuco, 16 de maig de 1959) és un exfutbolista peruà de la dècada de 1980.
Fou internacional i va formar part de l'equip peruà a la Copa del Món de 1982.
Pel que fa a clubs, destacà defensant els colors de Sporting Cristal.